# 柏舉之戰
柏舉之戰，春秋後期時吳、楚兩國發生的一場戰役。《史記·孫子吳起列傳》中有：「（吳國）西破強楚，入郢；北威齊、晉，顯名諸侯，孫子與有力焉！」西破強楚，入郢即柏舉之戰。

## 背景
在柏舉之戰前，吳國也已經開始與楚國爆發抗衡，其中在60年間，吳楚爆發十場大戰，其中吳勝六場、楚勝一場和互有勝負三場，經歷多場戰爭後，吳國開始轉弱為強。
當時吳王闔閭賢明，他勵精圖治、發展生產，並且起用外來的傑出人材如伍子胥、孫武等，吳國遂開始強大起來。而同時楚國就因為與晉國長期作戰，加上國內政治腐敗，民窮財盡，雖然楚國表面強大，但已經外強中乾、風搖欲墜，楚國已在戰前處於戰略被動位置了。西元前519年的雞父之戰，吳軍大敗楚軍。
前512年，闔閭提出攻楚的計劃，但孫武認為「民勞未可，待之」（人民疲勞，等待時機）為由反對，闔閭聽從其言。同時，伍子胥提出「疲楚誤楚」的戰略方針，此項方針長達六年。伍子胥建議將吳軍分成三支，輪流襲擊楚國，吳軍先後攻夷、潛、六等地，令楚軍疲於奔命，使得楚軍以為吳軍只是騷擾，吳軍又攻滅了楚盟國徐國和鍾吾國，為伐楚掃清阻礙。
楚國，令尹囊瓦十分殘暴，對各小國都苛索無厭，更將蔡、唐兩國國君各扣押三年，強行索取了賄賂才被放回國內。蔡侯向請伐楚，但晉不肯實踐伐楚的約言，故蔡向吳請出兵。當時，蔡滅楚屬國沈國，故楚發兵伐蔡，大軍包圍蔡。

## 戰事爆發和經過
前506年秋天，楚伐蔡，蔡向吳國求救，同時唐國國君早已憤恨楚國的侵凌和勒索，故表示加入吳國方面。雖然兩國弱小，但戰略位置極重要，吳國遂因此制訂避開楚正面、戰略迂迴、直搗腹心的計劃。冬天，吳王闔閭帶領伍員、孫武、夫概、伯嚭，傾全國水陸大軍，趁楚國連年作戰，東北部防禦空虛，經淮河進襲楚國，攻至淮汭，吳軍棄舟登陸。
闔閭以3,500士卒為先鋒，在蔡、唐軍隊帶領，突擊楚國，兵不血刃通過了楚國北部三個重要關隘，一直殺至漢水東岸。楚昭王得知吳軍突襲，倉猝派了令尹（即相國）囊瓦、左司馬沈尹戍、武城大夫黑、大夫史皇率軍進抵漢水對峙吳軍。
楚軍良將沈尹戍建議囊瓦率軍沿漢水西岸阻擋吳軍，由自己北上方城，徵調楚軍，迂迴至吳軍背後，毀壞吳軍的舟楫、阻塞三關，然後前後夾擊，打敗吳軍。囊瓦接受，沈尹戍遂率兵北上。但在沈尹戍北上方城，囊瓦受到大夫黑、史皇的挑撥，貪功之下貿然率兵進攻吳軍。
吳軍見楚軍主動進攻，正好步入吳軍的設想，於是實施後退疲敵、尋機決戰的戰略，主動由東岸後退，囊瓦率軍追擊，由小別山至大別山之間連續交戰三次都失敗，楚軍士氣低落。吳軍見楚軍陷於被動，於是與楚軍決戰。
11月19日，吳軍於柏舉列陣迎擊楚軍，夫概向闔閭建議立即主動攻擊，因為囊瓦不得人心，楚軍必定一擊即潰，然後主力投入戰鬥，必定大勝。但是闔閭因為謹慎而不肯接納，夫概不肯放棄，遂自行率領5,000士卒發動攻擊，果然楚軍一戰即潰，陣勢大亂，闔閭見夫概突擊成功，於是率主力攻擊，楚軍潰敗，史皇戰死；囊瓦落荒而逃，流亡鄭國。
楚軍主力潰敗後向西潰逃，吳軍追擊，於清發水追上楚軍，並趁楚軍半渡攻擊，楚軍再遭到沉重打擊。吳軍繼續追擊，於雍澨再戰楚軍，趁楚軍準備進餐時攻擊，再破楚軍，吳軍飽食楚軍之糧，回擊沈尹戍。沈尹戍得知吳軍敗楚軍，率兵於息地回救，先打敗夫概，但被吳軍包圍，楚軍突圍失敗，沈尹戍見無法獲勝，命令部下割下自己的首級回報郢都，楚軍最終敗北。楚軍全線潰敗，至此楚五戰五敗，楚國全線崩潰。

## 吳軍入郢和戰後
楚昭王得知前線兵敗，不顧主戰大臣子期、子西反對和全城軍民存亡，自己帶著少數人逃走。楚軍得知昭王已逃，全軍潰散，子期率兵趕去保護楚王，而子西就率領士兵西逃。11月29日，吳軍入主郢都，屠城並燒殺搶掠，吳軍暴行連連，楚國軍民死傷慘重，郢都之破，楚之亡國，證明吳的興起和此戰使得孫武名揚天下，成為中國歷史中一場以少勝多的戰役。
當時，楚昭王出逃後，先逃到雲夢，但雲夢人不知這是他們的大王，故射傷了楚昭王。楚昭王再逃到鄖國，鄖公鬬辛之弟鬬懷企圖謀殺楚昭王，結果楚昭王帶著鄖公流亡到隨國，方才安全下來。
伍子胥入郢後，尋得楚平王之墓，開棺鞭屍三百下，又尋找楚昭王。隨國收留了楚昭王，闔閭命隨國交出，隨國本來想交出，但因為占卜結果不利而拒絕。之前，申包胥和伍子胥有交情，伍子胥逃亡時對申包胥說「我必覆楚。」申包胥就回答「我必存之。」
之后申包胥藏匿於夷陵，得知伍子胥鞭屍，申包胥派人指责他「子之報讎，其以甚乎！吾聞之，人觿者勝天，天定亦能破人。今子故平王之臣，親北面而事之，今至於僇死人，此豈其無天道之極乎！」但伍子胥說「為我謝申包胥曰，吾日莫途遠，吾故倒行而逆施之。」（即成語【日暮途遠】和【倒行逆施】的由來。）
申包胥得知伍子胥之言，遂於前505年春天到秦國求救。秦哀公認為楚王無道，不應救援，申包胥遂於秦宮門外痛哭七日七夜（秦庭之哭），秦哀公憐憫他說「楚雖無道，有臣如此，可無存乎！」，賜與申包胥《無衣》，然後命大將子蒲、子虎率五百乘戰車聯同殘餘楚軍南下幫助楚復國。
當時，越趁機伐吳，攻入吳國境內。而申包胥領秦兵殺來，連同楚殘軍，敗吳軍於沂；而楚將子西也率兵於軍祥戰敗吳軍；秦楚聯軍亦滅亡了吳的屬國唐國，斷絕吳軍的援應，雙方各有勝負。而吳王闔閭之弟夫概，潛亡回國，發動叛亂，最後兵敗奔楚。而因為夫概之亂，故闔閭率兵回國，撤出楚國，雖然其後吳楚亦有多次戰鬥，但未有爆發成為大規模戰爭，而在前504年，吳軍取番，楚懼，遷都於鄀，楚國亦漸漸穩定下來，吳楚再無大戰事爆發，吳亦把主力戰線轉到越方面。

## 開棺鞭屍的爭議
对现存相关历史文献记载按年代顺序进行梳理并发现，古代史事记载最权威的历史著作《春秋经》、《左传》及《國語》等对此均未作记载，而《吕氏春秋》、《淮南子》和《穀梁傳》等只记载「鞭坟」、「鞭墓」或「挞墓」等，至《史记》才出现「鞭尸」之敘述。唐代司马贞和明末清初的顾炎武都对伍子胥「掘墓鞭尸」提出质疑，对历史层累记载的梳理结果或已说明，「掘墓鞭尸」乃为后世复仇之风炽盛时代所杜撰并加诸伍子胥头上的不实之辞。

## 吳楚兵力考據
柏舉之戰雙方兵力仍舊難以考據，雖有關於吳軍30,000人、楚軍200,000人的說法，但未見可靠史學文獻記載，反在歷史小說《東周列國志》中有吳軍6萬，號稱10萬的敘述。
然20萬大軍已超出一個春秋大國甚至是楚國本身的極限人口，因此20萬一說的可信度甚低。
另在《尉繚子》（戰國末期所著，著者不詳）一書“制談篇”中有“有提三萬之眾，而天下莫當者誰？曰武子也”的論述，且該書仍在“制談篇”中有言道“名為十萬，然而不過數万爾”，但以上所述均不能成為此戰吳、楚交戰兵力的佐證。